# Karl Miksch
Karl Miksch (* 29. Oktober 1891 in Muttaschlag (Mutyneves), Böhmen; † 4. Mai 1965 in Wiener Neustadt, Niederösterreich) war ein österreichischer Politiker der Sozialistischen Partei Österreichs (SPÖ).

## Leben
Nach dem Besuch der Volksschule lernte er den Beruf des Webers, den er auch ausübte. Karl Miksch verbüßte im Jahr 1934 eine politische Freiheitsstrafe und war mehrere Monate in Haft im Anhaltelager Wöllersdorf.
Im Jahr 1946 wurde er Sekretär der Textilarbeitergewerkschaft.

## Politische Funktionen
- 1906: Mitglied der Union der Textilarbeiter Österreichs
- 1918–1923: Mitglied des Gemeinderates und Vizebürgermeister von Felixdorf
- 1945: Vizebürgermeister von Wiener Neustadt
- 1945: Bezirksparteivorsitzender der SPÖ Wiener Neustadt

## Politische Mandate
- 19. Dezember 1945 bis 8. November 1949: Abgeordneter zum Nationalrat (V. Gesetzgebungsperiode), SPÖ